# Åsjordet Station
Åsjordet Station (Åsjordet stasjon) er en metrostation på Kolsåsbanen på T-banen i Oslo. Stationen blev oprettet sammen med banen mellem Jar og Sørbyhaugen 15. juni 1942. 
Da Kolsåsbanen blev opgraderet til metrostandard, var stationen lukket fra 1. juli 2006 til 18. august 2008. Derefter var den midlertidig endestation, indtil den næste stykke til den nye Bjørnsletta Station stod færdig 17. august 2010.
Navnet Åsjordet stammer fra 1700-tallet og bruges også om en vej ved stationen. Åsjordet ligger i kvarteret Ullernåsen.